# Flagge Sloweniens
Die Flagge Sloweniens wurde am 27. Juni 1991 für rechtlich bindend erklärt. Da das Wappen erst am 20. Juli 1994 angenommen wurde, wurde die heutige Form erst am 20. Oktober 1994 erstmals gesetzt.

## Beschreibung

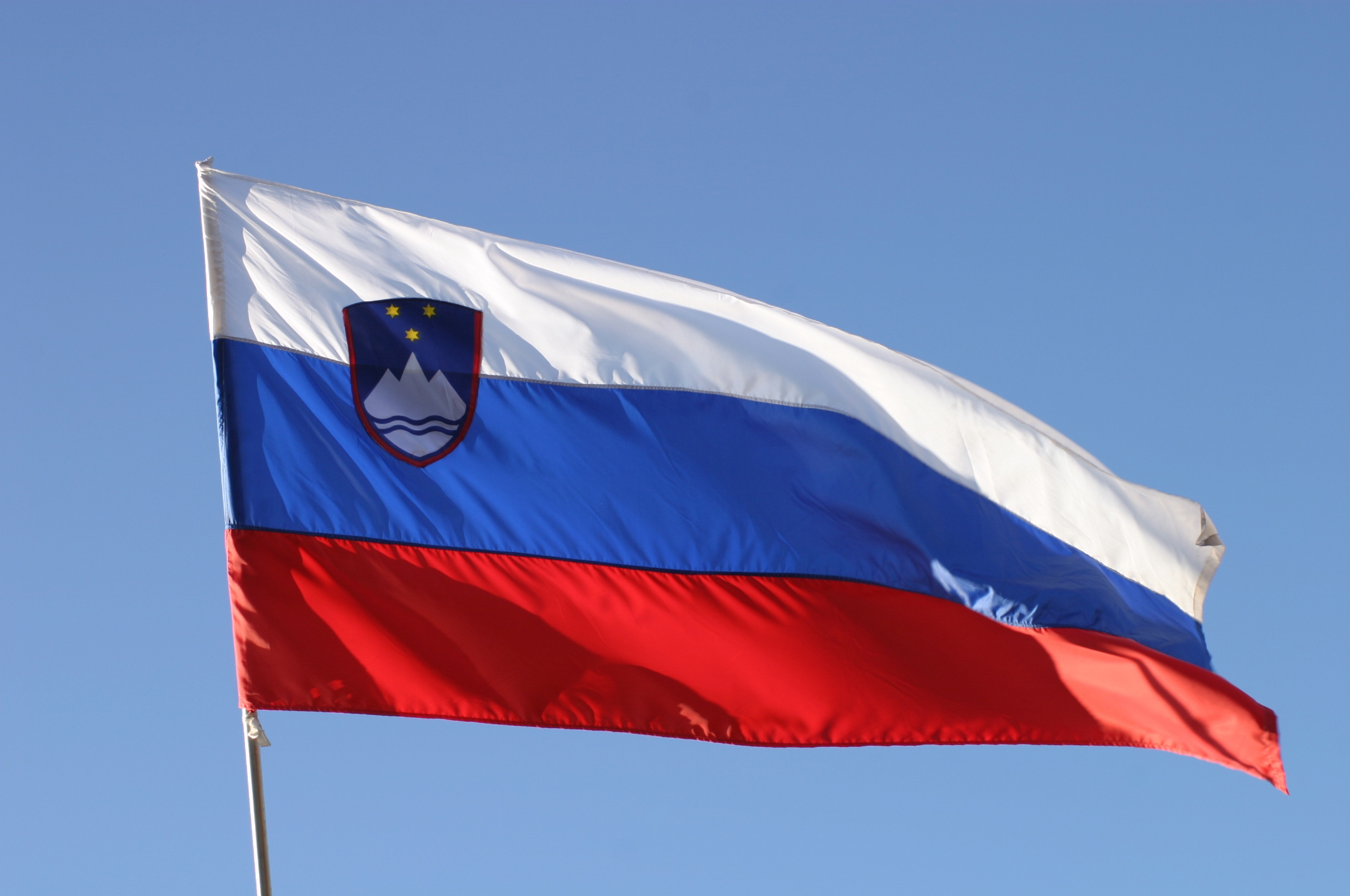
Nationalflagge Sloweniens

Die Nationalflagge ist eine Trikolore in den panslawischen Farben. Wie die Flagge Russlands besteht sie aus drei gleich großen horizontalen Streifen: oben weiß, in der Mitte blau und unten rot.
Dazu führt Slowenien sein Wappen im oberen Liek, das aus einem blauen Schild besteht, der an den beiden unteren Seiten rot umrandet ist. Der Schild zeigt über zwei Wellen, welche das Adriatische Meer (Jadransko morje) symbolisieren, den dreispitzigen Gipfel des Triglav (Sloweniens höchster Berg) und die drei goldfarbigen Sterne aus dem Wappen der Grafen von Cilli (Celje). Durch das Wappen werden somit auch die historischen Landschaften Sloweniens versinnbildlicht: Krain, die Untersteiermark und das Küstenland. Verschiedentlich wurde das Wappen wegen seiner der traditionellen Heraldik nicht entsprechenden Gestaltung kritisiert.

## Farben
| System            | Weiß        | Blau     | Rot       | Gelb im Wappen |
| ----------------- | ----------- | -------- | --------- | -------------- |
| RGB               | 255-255-255 | 0-93-164 | 237-28-36 | 255-221-0      |
| Hexadezimalformat | #FFFFFF     | #005DA4  | #ED1C24   | #FFDD00        |

## Geschichte

### Frühere Flaggen
Das Gebiet des heutigen Slowenien gehörte mehrere hundert Jahre zum Besitztum der Habsburger. Das Kerngebiet bildete die Krain, die als Landesfarben Rot und Blau verwendete. Das Wappen der Krain war ein blauer Adler mit roten Krallen auf silbernen Grund. Die daraus resultierenden Farben Weiß (für Silber), Blau und Rot entsprachen den Panslawischen Farben und wurden erstmals 1848 verwendet, aber nicht von Österreich-Ungarn anerkannt. Slowenien entstand 1918 als Verwaltungseinheit Jugoslawiens, beziehungsweise des Königreichs der Serben, Kroaten und Slowenen. Das Land führte die Trikolore ein, doch nur kurz danach wurde ihre Verwendung wieder verboten, da sie der Idee eines Einheitsstaats unter dem König widersprach.
Zwischen 1941 und 1945 wurde Jugoslawien von den Achsenmächten besetzt. In dieser Zeit benutzten slowenische Kollaborateure die Trikolore mit dem Wappen der Krain. Slowenen die Widerstand gegen den Nationalsozialismus leisteten, verwendeten die Trikolore mit einem roten, fünfzackigen Stern. Ab dem 18. Januar 1947 wurde der Flagge der Sozialistischen Republik Slowenien ein roter Stern mit gelber Umrandung als Zeichen des Kommunismus und Sozialismus hinzugefügt. Diese Flagge blieb bis zum 27. Juni 1991 in Verwendung. Damals spaltete sich Slowenien als erste Teilrepublik vom jugoslawischen Staat ab und nahm eine neue Flagge an.

Flagge der Slowenen zur Zeit der Europäischen Revolutionen 1848/1849
Slowenische Verbündete der Achsenmächte
Slowenische Partisanen (1941–1944)
Sozialistische Republik Slowenien
Vorschlag einer neuen Flagge für die Sozialistische Republik Slowenien aus dem Jahr 1990

### Vorschläge für eine Neugestaltung
Da sich sowohl Flaggen und Wappen als auch die Ländernamen von Slowenien und der Slowakei sehr ähneln, gibt es in Slowenien Überlegungen, alle drei zu ändern.
Zurzeit wird darüber diskutiert, eine neue Nationalflagge zu verwenden, die sich besser von anderen Flaggen in den panslawischen Farben unterscheidet. Einen von der Regierung durchgeführten Wettbewerb gewann eine Streifen-Flagge, in welche wiederum das Triglav-Motiv eingearbeitet ist. Über die Einführung muss noch das Parlament entscheiden.
|  |  |  |  |  |

## Weitere Flaggen Sloweniens
Die Handels- und Dienstflagge zur See hat ein anderes Seitenverhältnis als die Nationalflagge zu Land. Die Seekriegsflagge entspricht dem Seitenverhältnis der Nationalflagge mit 1:2.
Die Gösch der slowenischen Marine weicht im Design stark von der Nationalflagge ab. Bis 1996 hatte man eine Flagge mit dem Staatswappen auf blauem Grund verwendet. Um die Flagge zur See besser erkennbar zu machen, wählte man die Farben des Wappens und verwendet sie seit dem 29. Juni 1996 als Trikolore.
Auch der Präsident Sloweniens und die Gemeinden des Landes verfügen über eigene Flaggen.

2:3   Handelsflagge und Dienstflagge zur See
1:2  Gösch der slowenischen Marine
Standarte des Präsidenten
Standarte des Ministerpräsidenten